# Internationales Hallenturnier Neubrandenburg
Das internationale Hallenturnier in Neubrandenburg (eigentlich NGMB-Hallenturnier) war das größte Hallenturnier im DDR-Frauenfußball. Ausrichter war die Betriebssportgemeinschaft des VEB Nahrungsgütermaschinenbau Neubrandenburg (BSG NGMB Neubrandenburg). Teilnehmende Mannschaften waren in der Regel die Bezirksmeister der DDR bzw. Bezirksbesten sowie internationale Gastmannschaften.

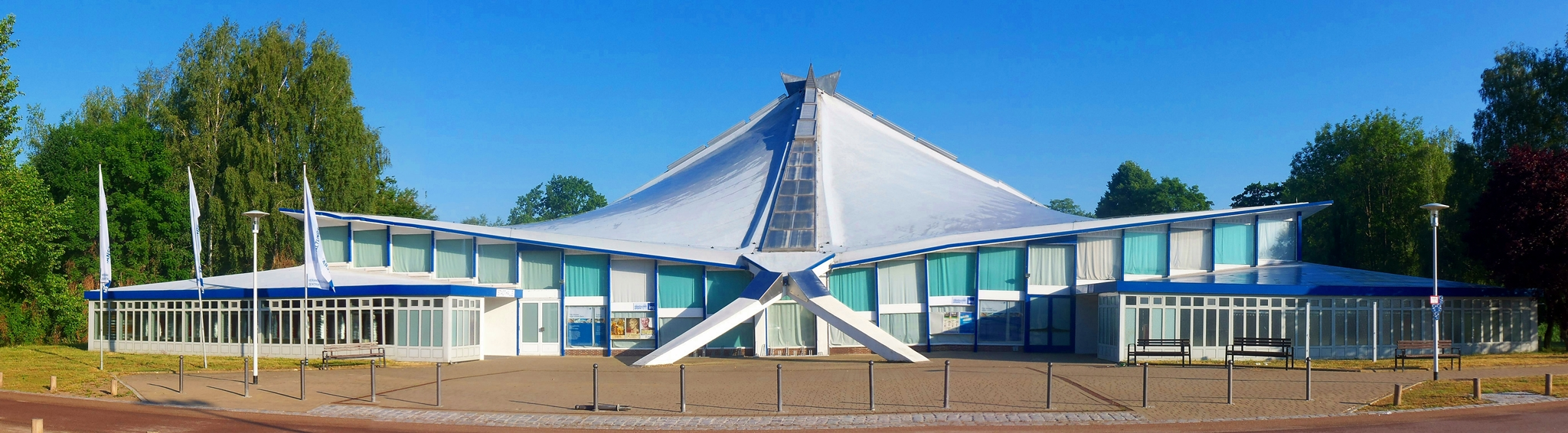
Stadthalle Neubrandenburg (Austragungsort)

## Geschichte
Das Turnier wurde erstmals am 17. September 1972 ausgetragen. Teilnehmer waren damals neun Mannschaften aus Pasewalk, Teterow, Wesenberg, Ducherow, Neustrelitz, Güstrow und Szczecin sowie zwei Mannschaften der BSG Ascobloc Neubrandenburg, wobei das Team aus Polen (Mors Szczecin) das Turnier gewann. Geleitet wurde es in den Anfangsjahren durch den Übungsleiter Woldemar Schernau, der 1976 durch Sektionsleiter Werner Lenz abgelöst wurde.
Ab 1973 kamen weitere Teams hinzu, so die Spitzenmannschaften der DDR, wie Turbine Potsdam, BSG Chemie Leipzig und die BSG Post Rostock, und die Spitzen-Mannschaften aus der Tschechoslowakei und Polen. Die Zuschauerzahlen, des zumeist in der Stadthalle Neubrandenburg ausgetragenen Turniers, erreichten bereits 1976 die Anzahl von 1.280 und befanden sich in der Folge auf einem ähnlichen Niveau. Das Turnier hatte bis 1990 Bestand.